# Vejen község
Vejen község (dánul: Vejen Kommune) Dánia 98 községének (kommune, helyi önkormányzattal rendelkező közigazgatási egység) egyike. A Syddanmark régióban található. Vejen község Kolding, Haderslev, Esbjerg, Varde, Billund és Vejle községekkel határos. Lakosainak száma 42 869 fő (2016).